# Leuconopsis inermis
Leuconopsis inermis är en snäckart som beskrevs av Hedley 1901. Leuconopsis inermis ingår i släktet Leuconopsis och familjen dvärgsnäckor. Inga underarter finns listade i Catalogue of Life.